# Oktant (zviježđe)
Oktant (lat. Octans) jedno je od 88 modernih zviježđa. Slabo vidljivo zviježđe južne polutke poznato po svojoj poziciji u visini Južnog pola. Zviježđe je 1752. godine osmislio francuski astronom Nicolas Louis de Lacaille. Zvijezda σ Octantis je trenutačno zvijezda najbliža južnom nebeskom polu.

## Vanjske poveznice
- Starry Night Photography : Octans